# ألفريد لين
ألفريد لين (Alfred Lane) هو لاعب أولمبي لرياضة الرماية من الولايات المتحدة. شارك في الأولمبياد الصيفي في 1912–1920، وفاز بما مجموعه 6 ميداليات.

## الميداليات
| ذهب | فضة | برونز | المجموع |
| 5   | 0   | 1     | 6       |

## روابط خارجية
- ألفريد لين على موقع الاتحاد الدولي (الإنجليزية)
- ألفريد لين على موقع اللجنة الأولمبية الدولية (الإنجليزية)
- ألفريد لين على موقع أوليمبيديا (الإنجليزية)